# Halaelurus quagga
Halaelurus quagga és una espècie de peix de la família dels esciliorrínids i de l'ordre dels carcariniformes.

## Morfologia
- Els mascles poden assolir 35 cm de longitud total.[1][2]

## Hàbitat
És un peix marí que viu entre 54-187 m de fondària.

## Distribució geogràfica
Es troba a Somàlia i l'Índia.